# أنطونيا أرسلان
أنطونيا أرسلان (بالأرمينية: Անտոնիա Արսլան) (مواليد 1938)، هي كاتبة وأكاديمية إيطالية من أصل أرمني.

## السيرة الذاتية
ولدت أرسلان في باذوة عام 1938، بعد تخرجها من قسم علم الآثار، أصبحت أستاذة للأدب الإيطالي الحديث والمعاصر في جامعة بادوفا ونشرت دراسات كثيرة عن الروايات الشعبية الإيطالية، والكاتبات الإيطاليات في القرنين التاسع عشر والعشرين.
ركزت أحدث منشوراتها على تراثها الأرمني، حيث ترجمت مجلدين من شعر دانيال فاروجان إلى الإيطالية، وحررت أعمالًا عن الإبادة الجماعية للأرمن وتجارب اللاجئين الأرمن في إيطاليا.
نشرت روايتها الأولى مزرعة لارك من قبل ريزولي في عام 2004، وأستندت أحداث الرواية على تاريخ أسلافها، وحول محاولات أفراد عائلة أرمنية وقعوا ضحية الإبادة الجماعية للأرمن للهروب إلى إيطاليا واللحاق بأقاربهم الذين عاشوا هناك لمدة أربعين عامًا.
فازت أرسلان بعدة جوائز منها، جائزة بيرت، و جائزة فريغين، و جائزة ستريسا للخيال، و جائزة فينيكس أوروبا لعام 2004، وتأهلت للتصفيات النهائية وفازت بجائزة كامبيلو لعام 2004.